# Льовенщайн
Льовенщайн (на немски: Löwenstein) е град в Баден-Вюртемберг, Германия, с 3231 жители (2015). Намира се на около 20 км югоизточно от Хайлброн.
Замъкът Льовенщайн е построен около 1090 г. от графовете на Калв. За пръв път е споменат през 1123 г. През 1287 г. селището има права на град. От 1510 г. е резиденция на графовете на Льовенщайн-Вертхайм.